# Anna Anka
Anna Danuta Anka, tidigare Åberg och Yeager, (född Danuta Anna Kołodziejska) 28 april 1971 i Polen men uppvuxen i Bjuv i Skåne, är en svensk-amerikansk fotomodell, skådespelerska och tv-personlighet. 

## Karriär
Anna Anka föddes i Polen men växte upp i Bjuv i Skåne från tre års ålder. År 1993 flyttade hon till USA. Förutom en del uppdrag som fotomodell hade hon en statistroll i filmen Dum & dummare (1994). Anka hade också små statistroller i avsnitt av Baywatch.
Hon började senare arbeta som personlig tränare på gym och jobbade med kändisar som Diana Ross och Brandy. Hon gav även ut en träningsbok med titeln The 30-minute pregnancy workout book. När hon jobbade som tränare träffade hon sin blivande man, Paul Anka.
I september 2009 var Anna Anka en av huvudpersonerna i tv-programmet Svenska Hollywoodfruar på TV3. Programmet blev ett av kanalens mest sedda program någonsin. När TV3 senare samma år följde upp succén med "Anna Ankas jul" blev det inte en lika stor hit. Efter att programmet inlett bra rasade tittarantalen snabbt. Anna Anka var gäst hos Fredrik Skavlans talkshow Skavlan i ett avsnitt som sändes i både svensk och norsk television den 25 september 2009 och gästade även Robert Aschbergs program på TV8 den 28 september 2009. Anna Anka blev en av 2009 års mest omskrivna nöjesprofiler i Sverige, och utsågs av Aftonbladet till en av landets 100 mäktigaste personer. Den 31 mars 2010 hade realityserien "Anna Anka söker assistent" premiär på TV3. I programmet tävlade tio deltagare om att flytta till USA och jobba som personlig assistent åt Anna. I oktober 2010 hade "I form med Anna Anka" premiär på TV3 där Anka hjälpte överviktiga svenskar att gå ner i vikt med hjälp av experter i USA.

## Familj
Anna Anka var under en månads tid gift med Louis Yeager, vars efternamn hon bar fram till giftermålet med sångaren Paul Anka 2008. Dock lämnades skilsmässoansökan in den 5 december 2009 till kaliforniska myndigheter. Anna Anka har en dotter, Elli, född 2002, från ett tidigare äktenskap och en son, Ethan, född 2005, med Paul Anka. De var bosatta i Los Angeles i Kalifornien.

## Kontroverser
Den 16 september 2009 publicerade Anka en artikel på Newsmill där hon argumenterade för att kvinnor bör stanna i hemmet och ställa upp för sina män. Ankas artikel kritiserades av bland andra socialdemokraten Nalin Pekgul för att "hylla islamistiska ideal". Den konservative debattören Roland Poirier Martinsson, som inledde debatten med en artikel om svenska fördomar mot hemmafruar, förklarade att han ansåg Anna Ankas artikel vara ett sorts satir och att den, om den hade varit på riktigt, stod för "vedervärdiga" åsikter. Anka förklarade senare i en radiointervju i programmet Nordegren i P1 att kommentaren menades som ett skämt. Ett par dagar senare framkom det att artikeln spökskrivits av personer på Newsmills redaktion efter en telefonintervju med Anka. Newsmill bekräftade detta, men ansåg förfarandet fullt normalt; "Hur vi redigerar texterna är mellan oss och skribenterna. Ur ett pressetiskt perspektiv är det här den minst kontroversiella artikeln som har publicerats den här veckan", menade Newsmill.
Efter utspelet bjöds Anka in av kristdemokraternas partisekreterare Lennart Sjögren att engagera sig politiskt för partiet, något Anna Anka inte ställde sig främmande för. Sjögren tog dock senare tillbaka inviten. Kristdemokratiska Kvinnoförbundet förhöll sig negativt till idén, eftersom man där ansåg att någon med hennes kvinnosyn inte var välkommen.
I första säsongen av TV3:s "Hollywoodfruar" reflekterade Anka om en hustrus plikter och sade bland annat: "Om din man vill att du suger av honom varje morgon det första han gör när han vaknar, ja då får du ställa upp med det som fru", vilket väckte uppseende i Sverige. I "Så blev vi svenska Hollywoodfruar" väckte hon nya känslor efter uttalanden om Sverige; ”Staten placerar dig i en liten låda. Du får inte vara annorlunda för det är inte politiskt korrekt. Sverige är socialistiskt. Det är lite som kommunism. Det är kriminellt att ha en Mercedes.”